# Aubregrinia
Genre
Statut de conservation UICN

 CR B1+2c : 
En danger critique
Classification phylogénétique
Aubregrinia est un genre de plantes à fleurs de la famille des Sapotaceae. Ce genre ne compte qu'une seule espèce : Aubregrinia taiensis, un arbre endémique à l'Afrique (Côte d'Ivoire et au Ghana), en danger critique d'extinction. 

## Étymologie
Le nom de genre Aubregrinia est une sorte de mot valise latinisé basé sur le nom des deux botanistes français qui contribuèrent ensemble à la description de la plante, Aubréville  (Aubre) et Pellegrin (grin).

## Synonymes
- Endotricha taiensis Aubrév. & Pellegr., Bull. Soc. Bot. France 81: 795 (1934 publ. 1935).
- Pouteria taiensis (Aubrév. & Pellegr.) Baehni, Boissiera 11: 58 (1965).

## Répartition
Ce grand arbre n'est connu en Côte d'Ivoire que dans le Parc national de Taï ou ne subsiste qu'une petite population.